# Nancy Rae
Nancy Rae   (Motherwell, 14 de gener de 1944) és una nedadora escocesa, ja retirada, especialista en estil lliure, que va competir durant les dècades de 1950 i 1960.
En el seu palmarès destaca una medalla de bronze en els 400 metres lliures del Campionat d'Europa de natació de 1958. El 1961 guanyà el campionat nacional de l'ASA de les 220 i 440 iardes lliures.
El 1960 va prendre part en els Jocs Olímpics d'Estiu de Roma, on fou sisena en els 400 metres lliures del programa de natació.